# しらいみちよ
しらい みちよ（本名：白井 美知代、1960年 - ）は日本の歌手、植樹活動家である。
東京都出身。父の白井幹也は山梨県都留市出身のアコーディオン奏者で、都留市民歌を作った経歴がある。その影響もあって幼少時から音楽に親しみ、一時、歌謡グループ「和田弘とマヒナスターズ」の女声ヴォーカルを担当していた。現在は都留市に移り、古い民家を拠点に畑作をする傍ら、ライブコンサート、植樹活動、レコーディング活動を繰り広げている。

## 音風流
歌謡曲歌手を引退した後、富山県八尾町の「風の盆」に触発されて、自らの音楽世界を構築しようと考え、その成果を1993年、アルバム『心の風景』（クラウン・ハイブライト）として公開した。以降、「音風流」と銘打ち、「間」を重視した清冽なアルバムをリリースし続けている。第40回自然公園大会テーマソング「みんなともだち」、阪神・淡路大震災の被災者による作品「私とあなたの街」、世界遺産である白神山地を歌った「悠久の森〜My Home Town」など、特定のテーマに沿った歌もリリースしている。最近では愛知万博の最終日に用いられる「HAND IN HAND〜ほしにかえろう」（詞曲: 鈴木重子）を地元都留市の小学生と録音、リリースした。父白井幹也のアコーディオンもたびたびアルバムに顔を出す。

## 自然保護活動
植樹を通じて環境問題を考えようと、1995年から西別川での植樹活動とコンサート、1998年からは2005年にかけて、阪神・淡路大震災で命を落とした人々のため「レクイエムロード」と称して全国を巡り、コンサートを開きつつ6500本の桜を植える、宇都宮千佳らと共に浅野川の環境保護に取り組むなど、地道な活動を続けている。
愛知万博では他にも、「ざぶん賞～海や水への想いを伝えよう～」（2005年5月5日）のゲストとして出演。甲州軍団出陣が行われた「山梨県の日」（2005年7月20日）にはステージイベントとして、山梨県の自然を紹介する際に歌った。
また1999年に林野庁が開催した「森林へおいでよライブ&トーク」に参加。2001年には第20回 九州東海大学 公開セミナー「Let's不思議の地球の交響曲∼シンフォニー・オブ・テラ∼　∼映像と音楽で地球を語る」に出席するなど、パネリストとしても活動している。
著作に「名もなき花へ」（1997年、アバンコーポレーション）がある。